# Château de Montvert
 (octobre 2013).
Si vous disposez d'ouvrages ou d'articles de référence ou si vous connaissez des sites web de qualité traitant du thème abordé ici, merci de compléter l'article en donnant les références utiles à sa vérifiabilité et en les liant à la section « Notes et références ».
 (octobre 2013).
Pour l’article homonyme, voir Château de Montvert (Tarn).
Le château de Montvert est un château situé sur la commune française de Saint-Seurin-de-Prats, dans le département de la Dordogne. Il constitue un ensemble emblématique et homogène de l'architecture périgourdine traditionnelle.

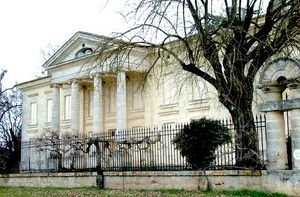

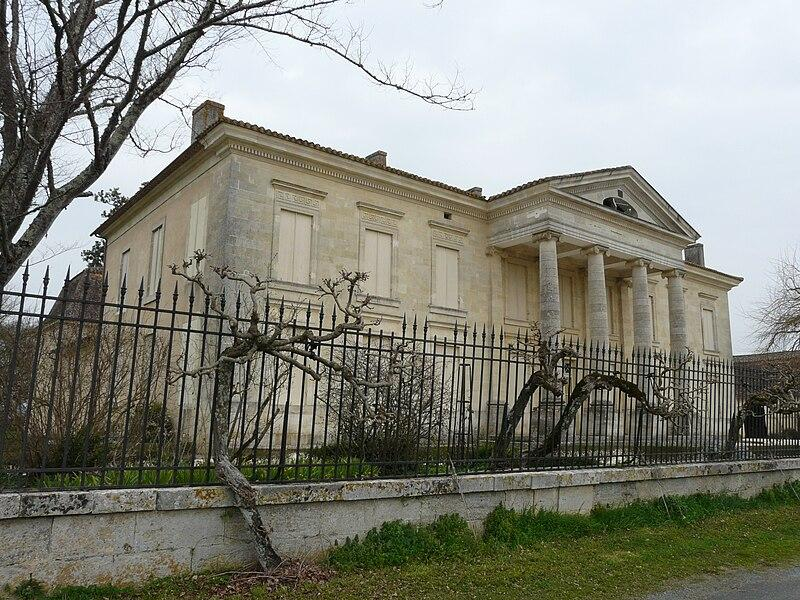
Château de Montvert, vu de face

## Historique
La première mention du château date du mariage en 1530 d’Émeric de Carrière, fils d’Arnaud, seigneur de Montravel, avec Anne de Commarque.
Le corps de logis principal, coiffé d’une imposante toiture à deux pans à forte pentes couverte de tuiles plates, avec d’étroits houteaux, date du début du XVIe siècle. Deux ailes en retour avec un toit à la Mansart ont été bâties au milieu du XVIIe siècle, ainsi qu’un remarquable pigeonnier octogonal à neuf colonnes. Les livres de raison successifs conservés par la famille donne des indications précises sur la construction de ce pigeonnier (1654), les artisans, la provenance et le détail des matériaux, le coût. En particulier, la toiture a été refaite en 1663 et 1699, et on connaît précisément le nombre de clous, de lattefeuilles, de bastes de chaux, le temps et le nombre d’hommes nécessaire au chantier. Ces journaux de bord (qui couvrent de façon continue 1566 à 1711 et sont complétés par d'abondantes archives et des contrats de mariages allant de 1476 au XXe siècle) sont aussi de précieux documents pour la mémoire locale, non seulement la vie familiale et le train de vie de hobereaux périgourdins, mais aussi sur le climat (petit âge glaciaire), les guerres civiles (les dragonnades, les Montvert étant alors protestants), etc.
Au fil des générations, les ailes, qui étaient autrefois des dépendances, écuries et étable d’un côté, chais de l’autre, se sont transformées. D’abord une chapelle, fin XIXe siècle, puis un jardin d’hiver au milieu du XXe siècle. On ne sait rien, par contre, des deux tours dont il reste des traces, l’une au sud, l’autre au nord. Le corps de logis et des ailes sont désormais habités.
Le domaine est privé (propriété de la  famille de Carrière de Montvert  depuis le XVIe siècle), mais le pigeonnier peut se visiter sur demande.

## Sources
- Gustave Chaix d'Est-Ange, Dictionnaire des familles françaises anciennes ou notables à la fin du XIXe siècle, tome 8, pages 325 à 327 Carrière de Montvert (de)